# ميكي كانتور
ميكي كانتور هو محامي وضابط وسياسي أمريكي، ولد في 7 أغسطس 1939 في ناشفيل في الولايات المتحدة. نشط حزبياً في الحزب الديمقراطي. وقد انتخب وزير التجارة الأمريكي.

## وصلات خارجية
- ميكي كانتور على موقع مونزينجر (الألمانية)
- ميكي كانتور على موقع إن إن دي بي (الإنجليزية)